# پونتورسن
پونتورسن (به فرانسوی: Pontorson) یک کمون در شمال غرب فرانسه است که در دپارتمان مانش واقع شده‌است. پونتورسن ۶۱٫۴۷ کیلومتر مربع مساحت و ۴٬۴۹۶ نفر جمعیت دارد و ۱۸ متر بالاتر از سطح دریا واقع شده‌است.
در سال ۲۰۱۶ دو کانتون میسی و وسی در پونتورسن ادغام شدند.